# Dušan Vemić
Dušan Vemić (in serbo Душан Вемић?; Zara, 17 giugno 1976) è un allenatore di tennis ed ex tennista serbo.

## Biografia

### Carriera da tennista
La sua carriera da professionista inizia nel 1995 raggiungendo in carriera la posizione numero 146 in singolare (raggiunta il 25 febbraio 2008) e la posizione numero 31 nel doppio (raggiunta il 12 gennaio 2009).
Vemić è al 19º posto nella classifica dei servizi di tennis più veloci registrati (235 km/h /146 mph) nella storia del ATP World Tour.
I momenti salienti del suo 2008 includono la vittoria di 5 titoli di doppio nell'ATP Challenger Tour: Miami, FL, Stati Uniti con Ilija Bozoljac; Sunrise, FL, USA con Janko Tipsarević; Cremona, Italia con Eduardo Schwank; Waco, TX, USA con Alex Bogomolov Jr.; e Calabasas, CA, USA con Ilija Bozoljac.
Ha anche raggiunto sia le semifinali degli Open di Francia che i quarti di finale agli US Open con Bruno Soares.
Sempre versatile nella scelta del partner, Dušan Vemić ha collaborato con giocatori come Jamie Murray, Ivo Karlović, Novak Đoković e Miša Zverev nel 2009.
Nell'Australian Open 2010, Dušan Vemić e Ivo Karlović hanno raggiunto le semifinali, perdendo contro Daniel Nestor e Nenad Zimonjić 6-4,6-4

### Carriera da allenatore
Subito dopo la fine della carriera da tennista ha brevemente allenato la giocatrice WTA Andrea Petkovic.
Poco dopo è entrato a far parte del team di Novak Đoković.
Nel gennaio 2013 è entrato a far parte dello staff tecnico della squadra serba di Coppa Davis, partecipando alla finale contro la Repubblica Ceca.
Nell'agosto 2016, Dušan Vemić è stato l'allenatore ufficiale della squadra di tennis maschile serba ai Giochi della XXXI Olimpiade di Rio de Janeiro. La squadra era composta dal numero 1 al mondo Novak Đoković, da Nenad Zimonjic e da Viktor Troicki.
Dall'agosto 2016 al 2017 è stato il capo allenatore della squadra di doppio di maggior successo di tutti i tempi, gli americani Mike Bryan e Bob Bryan, conosciuti anche come Bryan brothers.
Allena Brandon Nakashima da maggio 2020.